# Marianthus ringens

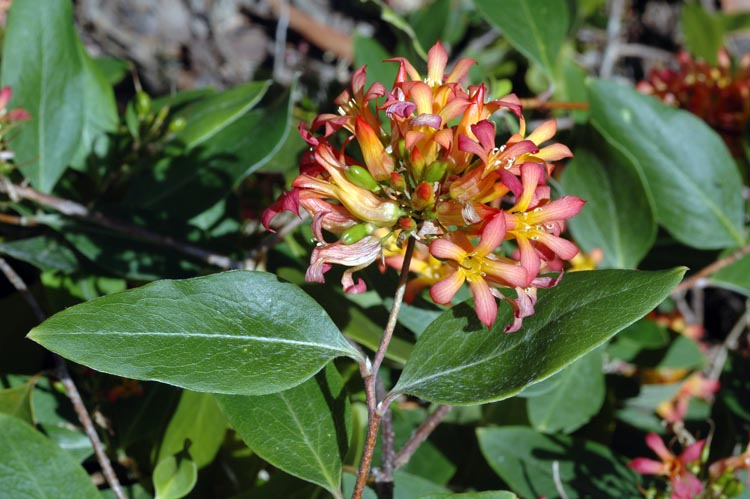

Marianthus ringens är en tvåhjärtbladig växtart som beskrevs av Ferdinand von Mueller. Marianthus ringens ingår i släktet Marianthus och familjen Pittosporaceae. Inga underarter finns listade.